# Червоні кхмери

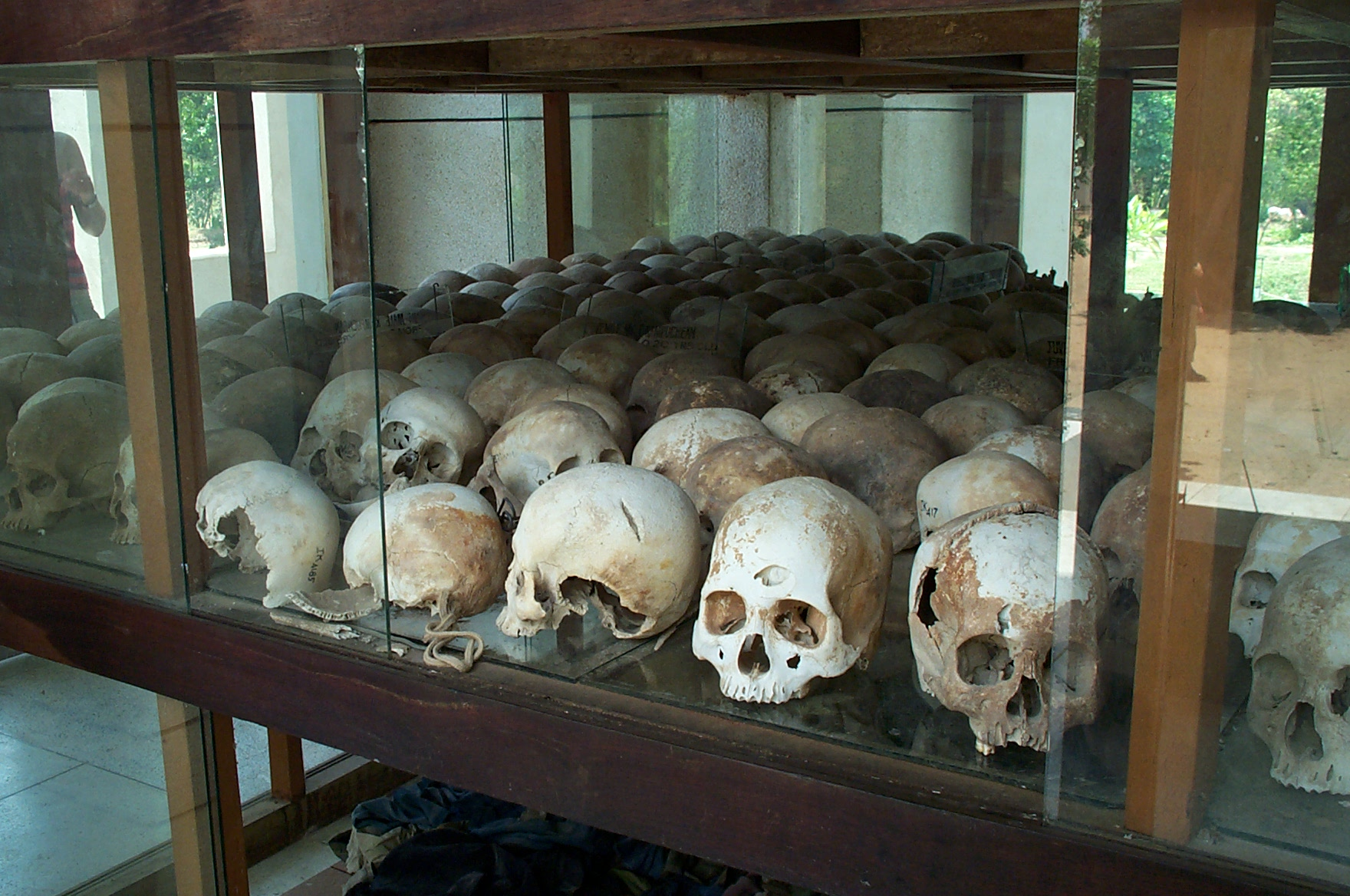
Черепи в Чуенг Ек

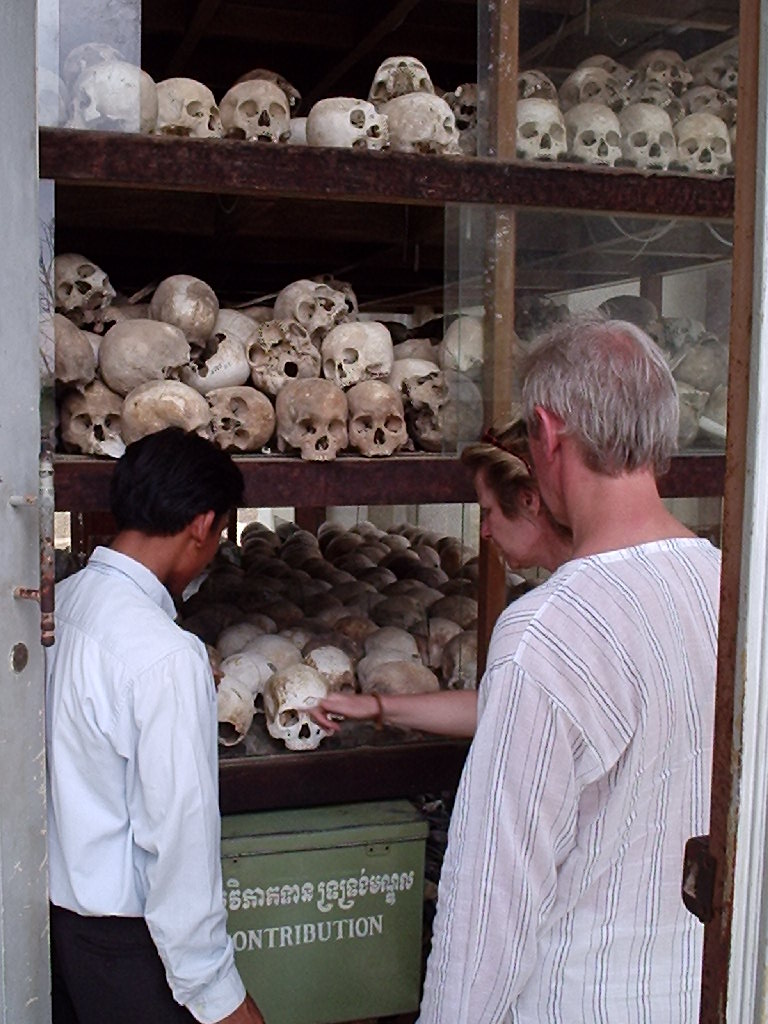
Черепи в Чуенг Ек

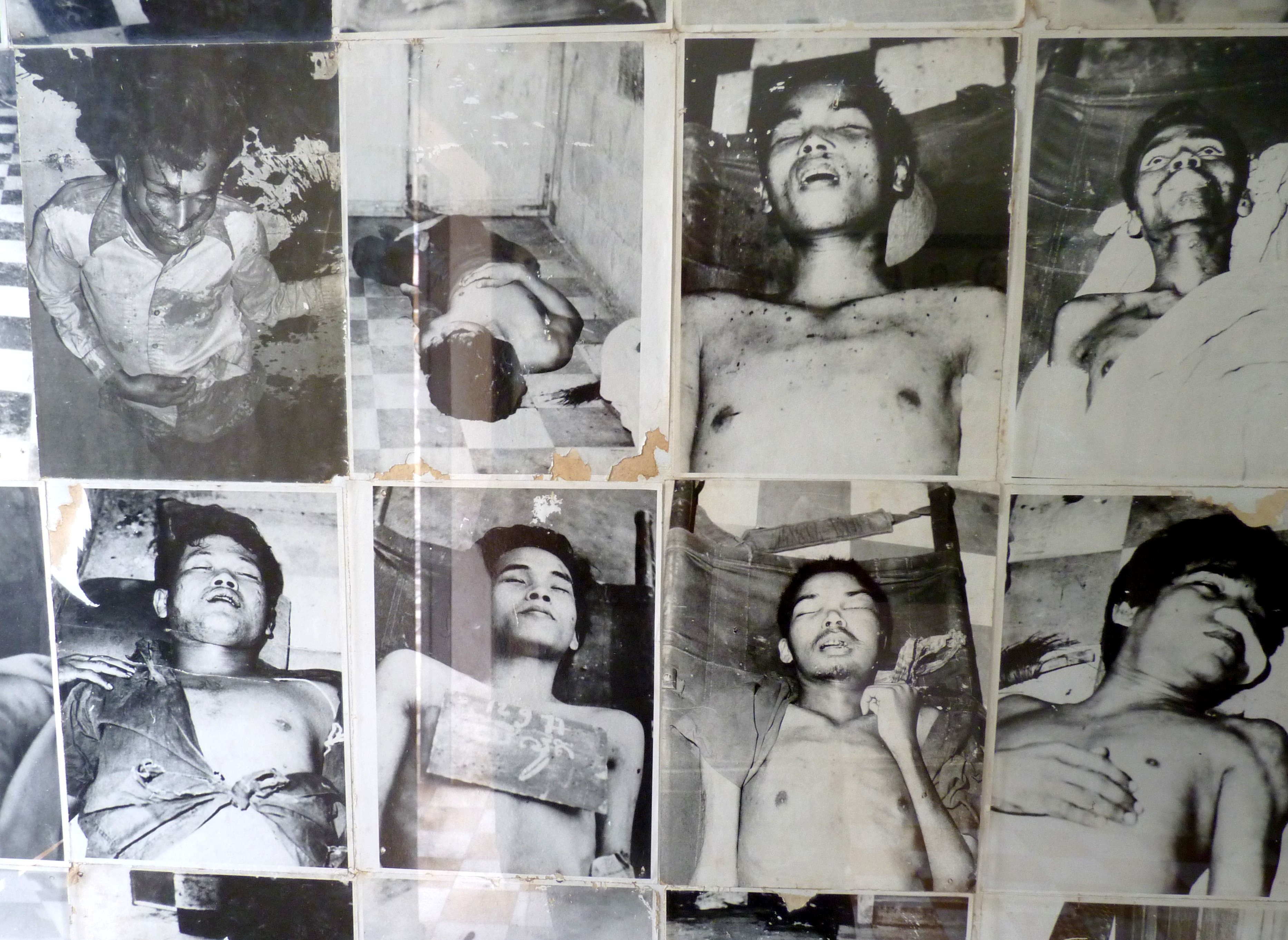
Кімнати музею Туол Сленг містять тисячі фотографій, зроблених червоними кхмерами, які фотографували своїх жертв

Черво́ні кхме́ри (фр. Khmer Rouge фр.: [kmɛʁ ʁuʒ]; кхмер. ខ្មែរក្រហម, трансліт. Khmae Krɑ-hɑɑm [kʰmae krɑˈhɑːm] — маоїстсько-націоналістичний партизанський комуністичний рух у Камбоджі, що захопив та утримував владу в країні в 1975—1979 роках. Звинувачується трибуналом ООН у практиці терору та геноциду проти мирного населення.
Створений у 1968. Чисельність — близько 30 000 осіб. Широка соціальна база в  руху виникла після вторгнення в 1970 році американських сил (для удару в тил військам Хо Ші Міна), які знищили не менше 100 000 мирних мешканців. Рух значною мірою поповнювався дітьми у віці 12-15 років, котрі втратили батьків і ненавиділи мешканців міст як «пособників американців».

## Захоплення влади
У 1975 партизани захопили столицю країни — місто Пномпень. Встановили диктаторський режим. Камбоджа (перейменована у «Демократичну Кампучію») була майже повністю ізольована від зовнішнього світу, контакти підтримувались тільки з Китайською Народною Республікою та Соціалістичною Федеративною Республікою Югославія. Навіть імена та портрети керівників країни (Пол Пот, Ієнг Сарі, Кхіеу Сампхан) тримались в таємниці від населення.
Внаслідок безграмотної економічної політики країна опинилась у занепаді. Для поповнення бюджету була розв'язана війна проти В'єтнаму. Проте в'єтнамські війська відносно легко відбили агресію і перейшли у наступ, причому на їхню сторону переходили великі угрупування «Червоних кхмерів». Один із колишніх високопосадових полпотівців, Генг Самрін, очолив пров'єтнамський уряд.

## Терор або геноцид
Керовані маоїстським «вченням про соціальну революцію» в селянському суспільстві, червоні кхмери придушували або знищували в масовому порядку, в першу чергу міське населення та інтелігенцію країни. Були заборонені писемність, гроші, іноземна мова. Вся країна була перетворена на трудові сільськогосподарські комуни з 18-20 годинним робочим днем. Страта загрожувала за найменшу провину (наприклад, народження дитини без дозволу керівництва комуни).
Людей розстрілювали, забивали, рубали голови кирками та мотиками, топили у воді, душили пластиковими пакетами; маленьких дітей вішали на деревах. Як катів та вбивць кхмери часто використовували неповнолітніх підлітків. Значна частина померлих загинула також внаслідок голодомору та хвороб.
Дотепер у Камбоджі були знайдені, розкопані та підраховані масові поховання з близько 1,39 млн останків. Різні дослідницькі студії оцінюють загальне число загиблих та вбитих в межах між 1,9 та 3 млн жертв.

## Поразка «червоних кхмерів»
Скинуті в'єтнамськими військами «Червоні кхмери» вели бойові дії проти уряду Хенг Самріна — Хун Сена.
У 1998 після смерті керівника Пол Пота рух розпався. Формальний лідер руху Кхіеу Сампхан перейшов на бік уряду Камбоджі, фактично позбавлений влади, живе усамітнений. Невеликі формування повстанців (біля 2-3 тисяч осіб) продовжували вести партизанську війну до недавнього часу, потім новий лідер Червоних кхмерів, Ієнг Сарі, підписав перемир'я з урядом Камбоджі, яке визнало його контроль над західними територіями країни. Останній радикальний польовий командир Червоних кхмерів Та Мок був заарештований у березні 2000 року, помер у липні 2006 р. на 80 році життя, очікуючи на суд, у військовому шпиталі. Його загони продовжують переховуватись у джунглях, заробляючи собі на життя контрабандою дорогоцінного каміння та лісоматеріалів.
Внаслідок цієї війни у джунглях залишились нерозмінованими 8 мільйонів мін.

## Символіка

Прапор Комуністична партія Кампучії Комуністичної партії Кампучії

Прапор Демократичної Кампучії, також — неофіційний прапор камбоджійських партизанів з 1950-х рр.). На прапорі зображений Ангкор-Ват.

Червоні кхмери використовували з 1950-х років з різними варіаціями червоний прапор, на якому були зображені або серп і молот (в центрі прапора), або золотий силует храму Ангкор-Ват. У багатьох публікаціях і навіть кінохудожніх творах повторюється помилка, коли прапор руху MONATIO, відображений на широко відомих кадрах вступу червоних кхмерів до Пномпеня, береться за символіку червоних кхмерів.
Народна республіка Кампучія, заснована колишніми «червоними кхмерами», що перейшли на бік В'єтнама , використовувала їхній же прапор з модифікованим (геометрично спрощеним) силуетом Ангкор-Вата.